# Al-Nāṣir li-dīn Allāh
Abū l-ʿAbbās Aḥmad, detto al-Nāṣir li-dīn Allāh in arabo أبو العباس أحمد الناصر لدين الله‎? (1158 – 2 o 6 ottobre 1225), è stato il 34º califfo del califfato abbaside che a Baghdad regnò  dal 1180 al 1225. Il significato del laqab è Colui che è reso vincitore per la religione di Dio.

## Biografia
Nato nel 1158, Abū l-ʿAbbās Aḥmad fu figlio del califfo al-Mustaḍiʾ bi-amr Allāh e di una umm walad turca di nome Zamurrud (traducibile come Esmeralda) ed ascese al trono quando il padre al-Mustadi' morì nel 1180.
Agli inizi del suo regno, il califfo abbaside era poco più di un simbolo essendo la sua autorità effettiva ridotta ai dintorni delle città di Baghdad e Samarra, sotto la tutela dei vari Amīr al-umarāʾ e dei diversi sultani m, il suo lungo e saggio governo ridette nuovo (anche se effimero) prestigio al califfato.

## Regno

### Guerre
Non appena ascese al trono, infatti, al-Nāṣir, impose il proprio controllo sul circondario di Baghdad, estromettendo gli ufficiali turchi che de facto lo gestivano in nome del califfo ma per conto del sultano selgiuchide.
In secondo luogo, grazie all'alleanza con lo Scià corasmio ʿAlāʾ al-Dīn Tekish, intraprese una lunga guerra contro il debole Impero selgiuchide, governato da Toghrul III, sconfiggendone ripetutamente l'esercito.
Nel 1194, quando Toghrul III fu ucciso ed il suo corpo esposto a Baghdad in segno di vittoria, l'autorità diretta del Califfo si era estesa su gran parte del moderno Iraq da Tikrit al Golfo Persico e su diverse province persiane, in precedenza controllate e governate dai Turchi selgiuchidi.
Allora, al-Nāṣir inviò il suo vizir presso lo Scià ʿAlāʾ al-Dīn Tekish con vari doni, ma l'imprudente vizir indispose a tal punto l'impulsivo Tekish che questi ordinò alle proprie truppe di attaccare le forze califfali, mettendole in rotta.

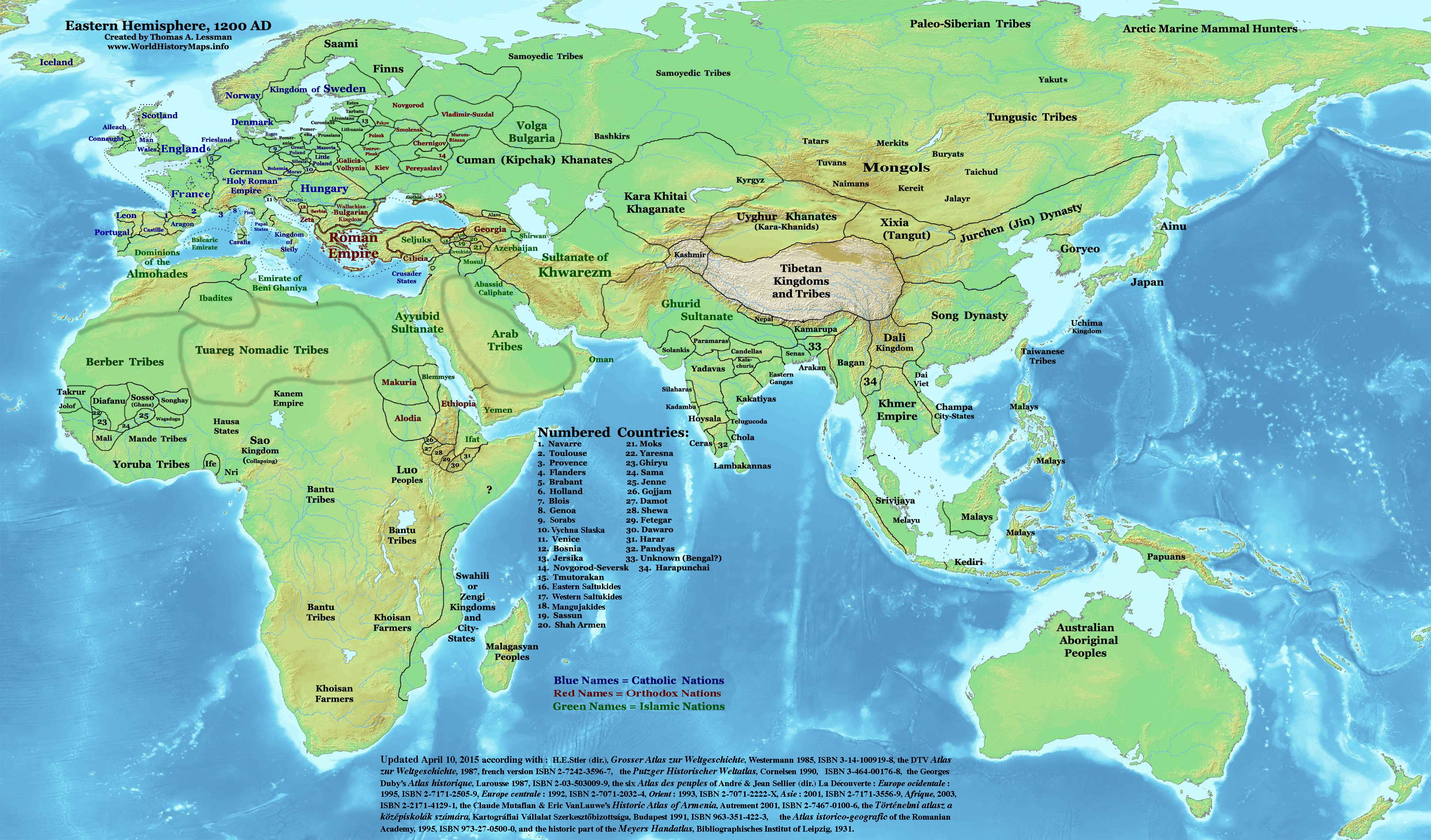
L'Asia nel 1200: in verde chiaro il territorio direttamente governato da al-Nāṣir, corrispondente grosso modo all'Iraq.

A causa di ciò, le relazioni diplomatiche con i Corasmi, peggiorarono sempre di più. Infatti, il califfo fece assassinare un governatore di ʿAlāʾ al-Dīn Tekish usando un emissario ismailita. Tekish replicò riesumando e decapitando il cadavere del vizir di al-Nāṣir, morto durante una campagna militare contro di lui. Irritato da questo macabro atto e da altre azioni ostili, il califfo si vendicò maltrattando indegnamente i pii pellegrini che si erano mossi da est sotto il vessillo corasmio; probabilmente la sola vendetta del tollerante califfo.
Il figlio di ʿAlāʾ al-Dīn Tekish, Muḥammad II (1200-1220) del Khwārezm, urtato dalle azioni del califfo, elevò alla dignità califfale (senza averne peraltro alcuna autorità legale) un califfo di fede sciita per annullare qualsiasi credibilità spirituale di al-Nāṣir.
Inoltre fece muovere le sue armate su Baghdad ed in merito, alcuni cronisti medievali scrissero che al-Nāṣir avrebbe fatto appello allo stesso Gengis Khan per bloccare l'avanzata di Muhammad. La veridicità del fatto è però oggetto di controversie tra gli storici sebbene non sia improbabile che il califfo avesse tenuto contatti con i Mongoli, ancora non musulmani, ma seguaci per lo più dello Sciamanesimo.
Muhammad, che intanto aveva intrapreso una campagna verso l'Iraq, fu costretto a ripiegare nel Khwārezm a causa dell'inverno rigido nei Monti Zagros e da quel momento non fu una minaccia per al-Nāṣir.
Infatti, Muḥammad, nel 1218, ebbe la pessima idea di decapitare gli ambasciatori mongoli di Gengis Khan che due anni dopo marciarono contro le forze corasmie, radendo al suolo tutte le città che incontravano. Muḥammad, incapace di radunare le forze dei signori suoi feudatari, fuggì in direzione di Rayy e, poi, verso Hamadan. I generali mongoli (spesso in realtà turchi) lo tallonarono con 25 000 uomini ma ne persero le tracce in Iran. Muḥammad morì poco dopo di polmonite su un'isola del mar Caspio (dicembre 1220) e gli successe il figlio Jalal al-Din Mankubirni.

### Politica interna
Il regno di al-Nāṣir li-dīn Allāh è particolare anche per l'ascesa dei gruppi di futuwwa, ai quali si collegavano i cosiddetti ayyarun (lett. "vagabondi"). Questi gruppi sociali urbani esistevano da tempo a Baghdad e altrove, ed erano spesso coinvolti nei disordini cittadini, animati per lo più da un acceso spirito settario.
Al-Nāṣir, invece, li rese uno strumento del suo governo, riorganizzandoli in base alla più nobile e altruista ideologia sufi, fino a trasformarli in una sorta di cavalleria islamica.
Inoltre, riorganizzò l'esercito e la forza pubblica di Baghdad e, per alleviare le sorti delle classi più povere, diede impulso all'agricoltura e al commercio riparando strade ed impianti di irrigazione e infine attivò una notevole ed efficace politica di lavori pubblici: rafforzò le difese delle città, ne restaurò gli edifici e fu un buon mecenate.

### Bilancio
Negli ultimi tre anni di vita al-Nāṣir rimase parzialmente paralizzato e quasi cieco; morì, dopo 45 anni di regno, il 2 o il 6 ottobre del 1225, lasciando il trono al figlio al-Zahir.
Durante il suo lungo regno, estese il proprio controllo su gran parte dell'Iraq da Tikrit fino al Golfo Persico mentre la capitale e i territori da lui governati conobbero un lungo periodo di pace che consentì la costruzione di scuole, biblioteche, abitazioni per poveri e altri lavori pubblici di grande rilevanza.
Per tali motivi è ricordato da molti storici come l'ultimo effettivo califfo.
A ogni buon conto, se anche non avesse in realtà inviato ai Mongoli l'appello affinché intervenissero per aiutarlo contro i Corasmi, appariva imminente la loro venuta, dato che l'annientamento da parte mongola dell'impero del Khwārezmshāh aveva loro spalancato le porte verso Baghdad, che sarebbe caduta nel 1258.